# Lucia B. Rothman-Denes
Lucia Beatriz Rothman-Denes (Buenos Aires, 17 de febrero de 1943) es una microbióloga argentina estadounidense. Es la profesora AJ Carlson en el Departamento de Genética Molecular de la Universidad de Chicago. Es conocida por estudiar la regulación de la transcripción y las interacciones del huésped que ocurren durante la infección por el virus bacteriano. Fue elegida para la Academia Nacional de Ciencias (NAS) en 2014. 

## Infancia y educación
Rothman-Denes nació en Buenos Aires en 1943 de Boris y Carmen Rothman. Estudió en la Universidad de Buenos Aires y se graduó en 1964 con una licenciatura en química .  Ella permaneció allí para sus estudios de posgrado, obteniendo un doctorado en bioquímica en 1967. Ella trabajó en el Instituto Leloir . Rothman-Denes completó una beca posdoctoral en los Institutos Nacionales de Salud .  También pasó un tiempo en la Universidad de California en San Diego con E. Peter Geiduschek.

## Carrera e Investigación
En 1967, Rothman-Denes fue nombrada miembro de la facultad de la Universidad de Chicago . Fue nombrada profesora titular en 1984 y profesora AJ Carlson en 2015. Ella estudia cómo los virus bacterianos impactan los procesos moleculares dentro de un huésped. Descubrió mecanismos de regulación de la transcripción a través de transiciones estructurales de ADN . Rothman-Denes combina técnicas de caracterización biofísica, bioquímica y estructural para comprender la expresión génica a nivel de transcripción. Está particularmente interesada en la ARN polimerasa dependiente de ADN .
El trabajo actual de Rothman-Denes se centra en el mecanismo al inicio de una inyección, cuando las proteínas y los genomas se inyectan en un huésped. También está trabajando en la caracterización de productos codificados por virus que inhiben la función esencial del huésped. Ella estudia el objetivo de estos productos codificados por virus en un esfuerzo por diseñar nuevos antibióticos . Sirvió en la junta de gobernadores de la Sociedad Estadounidense de Microbiología de 2000 a 2003. [cita requerida]

### Premios y honores
- 2001 elegida a la Academia Americana de Artes y Ciencias[8]
- 2014 elegida para la Academia Nacional de Ciencias[1][9]

Rothman-Denes posee varias patentes para proteger sus inventos, incluidas las nuevas ARN polimerasas y sustratos de transcripción.